# Megaselia exaltata
Megaselia exaltata är en tvåvingeart som först beskrevs av Malloch 1914.  Megaselia exaltata ingår i släktet Megaselia och familjen puckelflugor. Inga underarter finns listade i Catalogue of Life.